# 法正寺 (新宿区)
法正寺（ほうしょうじ）は、東京都新宿区にある浄土宗の寺院。

## 歴史
雲蓮社昌誉上人（1629年寂）によって開山された。そのため、1629年（寛永6年）以前に創建されたものと推測される。
元々は現在の北の丸公園の辺りに位置していたが、その後、現在の防衛省本省付近に移転、1615年（元和元年）に現在地に移転した。
有縁・無縁を問わず、入ることができる合同墓「まなざしの塔」がある。

## 境内
○墓所

旗本寺であった。
- 中根正次
- 小栗正盛
- 松平氏信（形原松平家）
- 万年家
- 横山南郊 - 本草学者
- 五車亭亀山 - 徒士、狂歌師

## 交通アクセス
- 牛込神楽坂駅より徒歩2分。